# Alison Doody
Alison Doody (Dublino, 11 novembre 1966) è un'attrice e modella irlandese.

## Biografia
Dopo una carriera da modella, debutta nel mondo del cinema nel film di James Bond 007 - Bersaglio mobile, al fianco di attori come Roger Moore e Christopher Walken. La consacrazione avviene nel 1989 con il film Indiana Jones e l'ultima crociata, nel quale l'attrice interpreta la doppiogiochista dottoressa Elsa Schneider. Si allontana presto dalle scene per sposarsi con Gavin O'Reilly e per crescere i suoi due figli. Tornerà a recitare solamente nel 2004, partecipando alla miniserie televisiva Le miniere di re Salomone al fianco di Patrick Swayze.

## Filmografia

### Cinema
- 007 - Bersaglio mobile (A View to a Kill), regia di John Glen (1985)
- Una preghiera per morire (A Prayer for the Dying), regia di Mike Hodges (1987)
- Taffin, regia di Francis Megahy (1988)
- Indiana Jones e l'ultima crociata (Indiana Jones and the Last Crusade), regia di Steven Spielberg (1989)
- Major League - La rivincita (Major League II), regia di David S. Ward (1994)
- Temptation - Ultimo inganno (Temptation), regia di Strathford Hamilton (1994)
- Benjamin's Struggle, regia di Jamie Breese (2005) - corto
- Billy & Chuck, regia di Lee Cronin (2011) - corto
- We Still Kill the Old Way, regia di Sacha Bennett (2014)
- The Rapture, regia di William Steel (2015)
- Division 19, regia di S.A. Halewood (2015)
- Broer, regia di Geoffrey Enthoven (2015)
- The Rising Hawk - L'ascesa del falco (The Rising Hawk), regia di John Wynn e Achtem Seitablaev (2019)
- RRR, regia di S. S. Rajamouli (2022)

### Televisione
- Inganni (Deceptions), regia di Robert Chenault e Melville Shavelson – miniserie TV (1985)
- Howards' Way – serie TV, 1 episodio (1985)
- Queenie - La stella di Calcutta (Queenie), regia di Larry Peerce – miniserie TV (1987)
- The Secret Garden, regia di Alan Grint – film TV (1987)
- Harry's Kingdom, regia di Robert Young – miniserie TV (1987)
- Echoes, regia di Barbara Rennie – miniserie TV (1988)
- Campaign, regia di Brian Farnham – miniserie TV (1988)
- Storyteller (The Storyteller) – serie TV, 1 episodio (1988)
- The Jim Henson Hour – serie TV, 1 episodio (1989)
- Women in Tropical Places, regia di Penny Woolcock – film TV (1989)
- Duello d'amore (Duel of Hearts), regia di John Hough – film TV (1991)
- Selling Hitler, regia di Alastair Reid – miniserie TV (1991)
- I moschettieri del 2000 (Ring of the Musketeers), regia di John Paragon – film TV (1992)
- Le miniere di re Salomone (King Solomon's Mines), regia di Steve Boyum – miniserie TV (2004)
- Waking the Dead – serie TV, 2 episodi (2007)
- The Clinic – serie TV, 4 episodi (2009)
- Beaver Falls – serie TV, 11 episodi (2011-2012)

## Doppiatrici italiane
Nelle versioni in italiano delle opere in cui ha recitato, Alison Doody è stata doppiata da:
- Roberta Greganti in Major League - La rivincita, Temptation - Ultimo inganno, The Rising Hawk - L'ascesa del falco
- Alessandra Korompay in Duello d'amore, Le miniere di re Salomone
- Antonella Rinaldi in Una preghiera per morire
- Isabella Pasanisi in Indiana Jones e l'ultima crociata
- Silvia Tognoloni in I moschettieri del 2000